# Álvaro Véliz
Pour les articles homonymes, voir Véliz.
 (avril 2018).
Álvaro Véliz (Santiago du Chili, 9 février 1972), est un chanteur chilien.
Il a étudié à l'Institut Zambrano. Il a commencé à faire ses premiers pas dans les festivals de chansons que son école a exécutés. À 9 ans, il a participé à "El Clan Infantil" du programme Sábado Gigante . Dans ce programme, Álvaro est entré pour la première fois dans le monde de la musique et de la télévision.

## Discographie
- 2000: Álvaro Véliz
- 2003: Mía
- 2009: Mis canciones